# Voroplavba

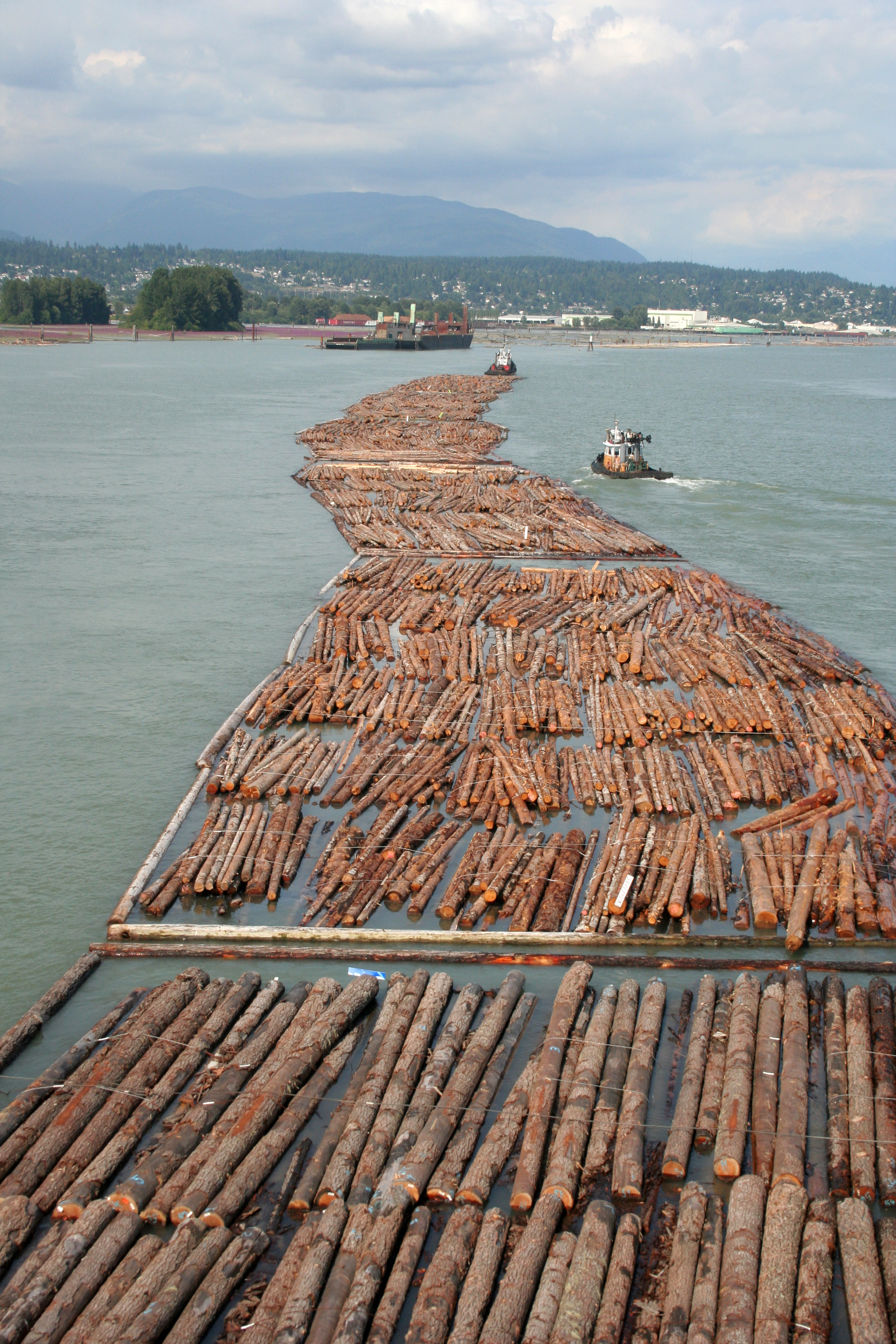
Vory směřující do kanadského Vancouveru

Voroplavba, respektive plavení dříví, je způsob dopravování dřeva plavením po vodním toku. V českých zemích ji v průběhu dvacátého století vytlačila železnice a výstavba Vltavské kaskády, v některých rozvojových zemích nebo v oblastech nepřístupných jiné dopravě se však provozuje dodnes.
Pro voroplavbu musí být vodní tok (zpravidla řeka) přiměřeně splavný. Proto se v době voroplavby místy stavěly umělé plavební kanály, upravovaly vodní toky stavbou jezů a na jezech se pro vory stavěly propusti. V dnešní době se některé používají pro kanoistiku a raftování, jiné jsou přehrazené a účel už nemají.
Protože čeští plavci plavili dříví i do Německa a na horních tocích českých řek plavili dřevo v horách Čeští Němci, pronikly do českého názvosloví německé výrazy. Vory nebo celé jejich sestavy se nazývaly prameny (zřejmě z německého Prahmenflösserei – voroplavba), propusti se říkalo šlajsna (z německého Schleuse).
Na horním toku potoků sloužících plavení dříví se zřizovaly splavovací nádrže, zvané klausy (v jednotném čísle „klausa“). Jejich vypouštěním byl krátkodobě uměle zvyšován průtok potoků tak, aby umožnil plavbu.
V potocích, horních tocích řek a v umělých kanálech se klády posílaly po vodě jednotlivě. Pak se svazovaly do menších vorů a níže na řece po jejím soutoku s jinými toky se převazovaly do větších. Vaziště je místo na břehu vodního toku, kde se kmeny sestavují nebo převazují. K vazišti se kmeny dopravují také jiným způsobem, například za koněm, traktorem nebo na voze. Někde sami plavci stromy i káceli – byli tedy zároveň dřevorubci. Výtoň nebo výteň byla naturální daň, mýtné, vytnutím příslušného podílu přepravovaného dřeva. Některým místům bývalých vazišť zůstalo toto pojmenování, přestože plavba vorů již v nich byla skončena (například Přední Výtoň na Šumavě, Výtoň v Praze atd.)

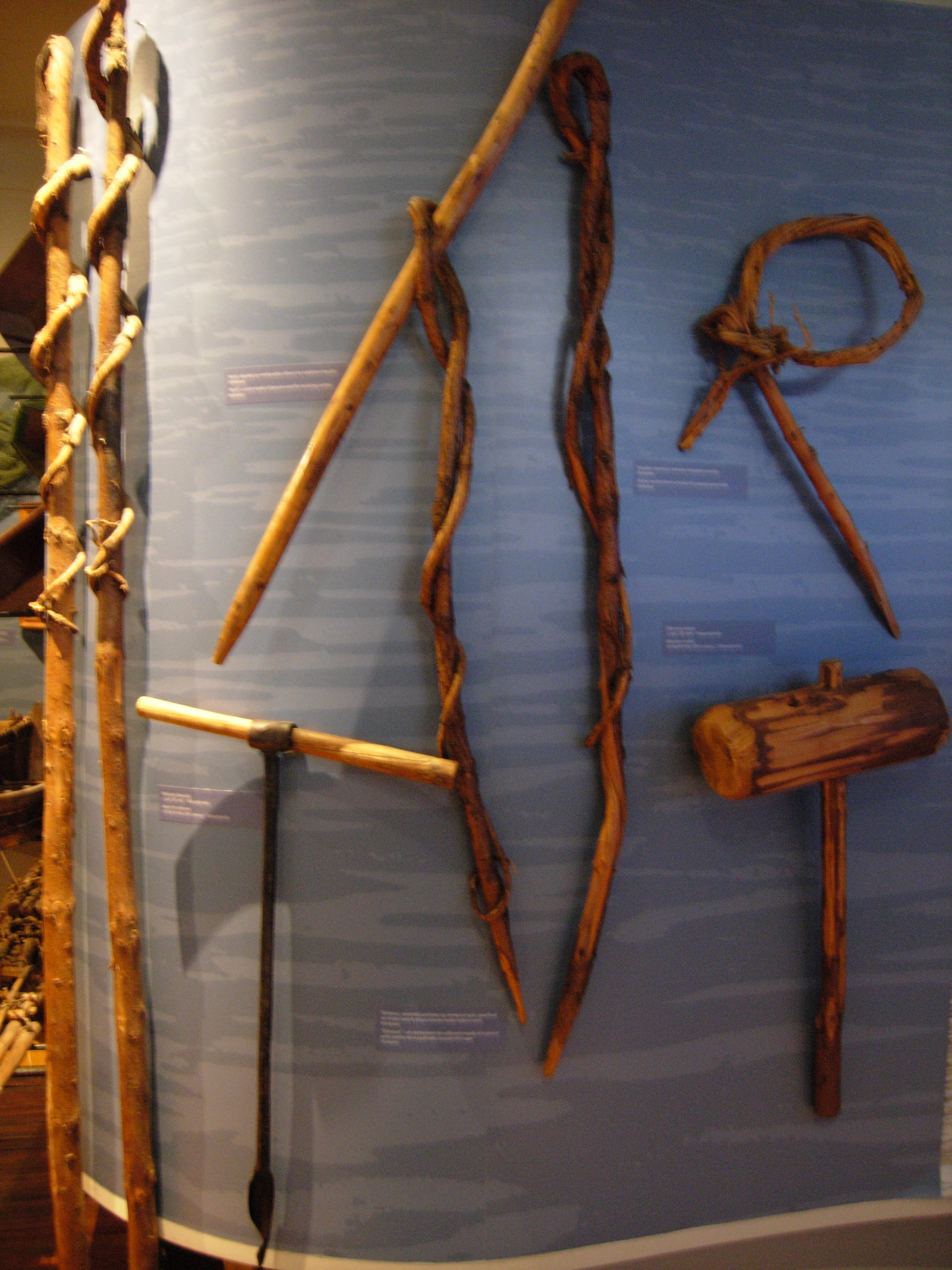
Městské muzeum v Týně nad Vltavou: Z expozice, věnované vorařství

Voroplavba je velmi náročná na schopnosti vorařů (jimž se již ve 14. století říkalo plavci). Vorař je umělé slovo vzniklé údajně až v 50. letech 20. století při dokumentaci zanikající voroplavby. Povolání dědilo z generace na generaci, plavecké osady existovaly už od středověku. Plavci skládali mnoho stupňů náročných zkoušek. Vltavské vory musely bez úhony proplout i velmi náročnými úseky, jakými bývaly například Svatojánské proudy u Slap. Plavbu vedl vrátný, při plavbě musel mít u sebe vrátenský patent, který dostal po složení zkoušek v Praze. Plavecké party na Vltavě měly čtyři až osm členů. Plavba trvala dny i týdny, zpět chodili plavci pěšky, popřípadě na jízdních kolech, která si s sebou přivezli na vorech. Parta mohla během sezóny od zámrazu do zámrazu udělat desítky tzv. rázů, tedy celých cyklů.
Každý vor byl vpředu svázán pevně a natěsno a vzadu volněji nebo vůbec – proto se odpředu rozšiřoval. První vor se nazýval předák, předáková tabule nebo vrátenskej vor – na levé (vrátenské) straně veslo obsluhoval vrátný – kapitán plavby – a na pravé (pacholčí) straně další člen posádky. Druhý byl slabák, pacholčí vor. Na něm bývala kuchyně s ohništěm a protisměrné veslo „opačina“. Na slabáku bylo také firma – označení majitele a vrátného. Třetí vor byl „šrekovej“ – na něm byla jedna z brzd, 3–7 metrů dlouhá kláda zapouštěná kolmo do dna řeky. Poslední vor se jmenoval zadák a byl opatřen jedním veslem nebo kormidlem.
Voroplavbou je známá také například řeka Dunajec v Polsku a na Slovensku. Také řeka Tara v Černé Hoře, ale i tam je plánována výstavba přehrad.
Voroplavbu spolu se znalostmi a dovednostmi spojenými se stavbou vorů zahrnuje dnes již zaniklé řemeslo vorařství. Od 1. prosince 2022 je vorařství zapsáno na seznamu nehmotného kulturního dědictví lidstva UNESCO. Nadnárodní nominaci vorařství pod názvem Timber rafting, kterou společně podalo šest evropských států, kromě Česka ještě Lotyšsko, Německo, Rakousko, Španělsko a Polsko v březnu 2021, schválil příslušný mezivládní výbor na svém zasedání v Maroku. Vorařství, které se po staletí provozovalo v mnoha zemích světa, žije dále v tradicích nejen těch zemí, které se spojily k podání nominace.  